# Neastacilla attenuata
Neastacilla attenuata är en kräftdjursart som först beskrevs av Hale 1946.  Neastacilla attenuata ingår i släktet Neastacilla och familjen Arcturidae. Inga underarter finns listade i Catalogue of Life.